# Коровин, Георгий Николаевич
Гео́ргий Никола́евич Коро́вин (16 июня 1937, Кикнур, Кировская область — 21 июля 2012, Москва) — советский и российский учёный в области лесоведения, член-корреспондент РАН (2008).

## Биография
В 1959 г. окончил Ленинградскую Лесотехническую академия по специальности лесное хозяйство.
В 1965 г. окончил Ленинградский институт авиаприборостроения (ныне — ГУАП) по специальности «Радиотехника» и получает фундаментальные знания по физике и технологиям использования электромагнитных излучений. В 1967 г. защитил диссертацию на соискание ученой степени кандидата сельскохозяйственных наук по теме «Исследование некоторых параметров низовых лесных пожаров». В 1998 г. в форме научного доклада защитил диссертацию на соискание ученой степени доктора сельскохозяйственных наук.
В 1959 г. начал трудовую деятельность в должности летчика-наблюдателя авиационной охраны лесов,
- 1961—1988 гг. — в Ленинградском НИИ лесного хозяйства, где прошел путь от младшего научного сотрудника до заведующего лабораторией,
- 1988—1992 гг. — заместитель председателя Государственного комитета СССР по лесу,
- 1992—2004 гг. — заместитель директора Центра по проблемам экологии и продуктивности лесов РАН (ЦЭПЛ РАН),
- 2004—2012 гг. — директор ЦЭПЛ РАН.

Член-корреспондент РАН c 29.05.2008 — Отделение биологических наук (лесоведение).
Умер в 2012 году. Урна с прахом захоронена в колумбарии на Троекуровском кладбище.

## Научная деятельность
- Один из ведущих специалистов в области лесной пирологии, естественной и антропогенной динамики лесных экосистем.
- Организатор научных исследований в области мониторинга и моделирования динамики лесов, их вклада в глобальный углеродный цикл.
- Им установлены общие закономерности процессов возникновения и распространения лесных пожаров, разработана концепция адаптивной системы охраны леса и управления лесными пожарами. под его руководством разработана и введена в промышленную эксплуатацию система дистанционного мониторинга лесных пожаров, обеспечивающая оценку и прогнозирование пожарной опасности в лесах, детектирование и картографирование лесных пожаров и гарей, оценку пирогенных эмиссий углерода.
- Исследовал механизмы воздействия на лесные экосистемы важнейших биотических и абиотических факторов, разработаны региональные модели естественной и антропогенной динамики лесной растительности, методы оценки и прогнозирования ресурсного и экологического потенциала лесов.
- Созданные под его руководством методы оценки углеродного бюджета лесов использованы при подготовке третьего и четвёртого Национальных сообщений Российской Федерации, представленных в соответствии со статьями 4 и 12 Рамочной Конвенции ООН об изменениях климата.

Автор и соавтор более 150 научных трудов. Одной из наиболее значимых работ является создание информационной системы дистанционного мониторинга лесных пожаров. Являлся председателем Секции лесной пирологии Научного совета РАН по лесу, членом Совета по развитию лесопромышленного комплекса при Правительстве Российской Федерации, членом Экспертного совета Комитета по природным ресурсам и природопользованию Государственной Думы ФС РФ, Экспертного совета МЧС России.
За разработку и внедрение методов и технологий аэрокосмического мониторинга природной среды Георгий Коровин в 2002 году удостоен премии правительства Российской Федерации в области науки и техники.